# Philip Baker Hall
Philip Baker Hall (Toledo (Ohio), 10 september 1931 – Glendale (Californië), 12 juni 2022) was een Amerikaans acteur. Hij werd in 1998 genomineerd voor een Independent Spirit Award voor zijn hoofdrol in de misdaad-dramafilm Hard Eight en in 2006 voor een Satellite Award voor zijn bijrol in de komedieserie The Loop. Baker Hall werd in 1997 tevens genomineerd voor een Screen Actors Guild Award samen met de gehele ploeg van Boogie Nights en nogmaals in 1999 met die van Magnolia.

## Biografie
Baker Hall maakte in 1970 zijn film- en acteerdebuut als Father Reis in de dramafilm Cowards. Sindsdien speelde hij rollen in meer dan zestig andere films, meer dan negentig inclusief die in televisiefilms. Op televisiegebied liet Baker Hall zich sowieso eveneens niet onbetuigd, want hij verscheen als wederkerend personage in meer dan vijftig afleveringen van meer dan tien verschillende televisieseries. Tevens had hij eenmalige gastrolletjes in meer dan 35 andere series, zoals Man from Atlantis, M*A*S*H, The Waltons, Cagney & Lacey, Miami Vice, Matlock, L.A. Law, Cheers, Empty Nest, Chicago Hope, 3rd Rock from the Sun, Without a Trace, Monk, Boston Legal, Big Love en Psych.
Baker Hall scheidde in 1976 van zijn tweede echtgenote Dianne Lewis, met wie hij in 1973 trouwde. Hij was eerder getrouwd met Holly Wolfle, met wie hij twee kinderen kreeg. Op 12 juni 2022 overleed hij op 90-jarige leeftijd.

## Filmografie
*Exclusief 25+ televisiefilms
| - Person to Person (2017) - Argo (2012) - 50/50 (2011) - Mr. Popper's Penguins (2011) - All Good Things (2010) - Wonderful World (2009) - Fired Up (2009) - The Lodger (2009) - Rush Hour 3 (2007) - Zodiac (2007) - You Kill Me (2007) - Thesis: Work vs. Play (2007) - Islander (2006) - The TV Set (2006) - The Shaggy Dog (2006) - The Zodiac (2005) - The Amityville Horror (2005) - Duck (2005) - A Buck's Worth (2005, stem) - The Matador (2005) - In Good Company (2004) - A House on a Hill (2003) - Bruce Almighty (2003) - Dogville (2003) - Die, Mommie, Die! (2003) - A Gentleman's Game (2002) - The Sum of All Fears (2002) - Lost Souls (2000) - The Contender (2000) - Rules of Engagement (2000) - The Talented Mr. Ripley (1999) - Magnolia (1999) - The Insider (1999) - Cradle Will Rock (1999) | - Let the Devil Wear Black (1999) - Psycho (1998) - Enemy of the State (1998) - Rush Hour (1998) - Judas Kiss (1998) - The Truman Show (1998) - Sour Grapes (1998) - Implicated (1998) - Boogie Nights (1997) - Air Force One (1997) - Buddy (1997) - Hit Me (1996) - The Rock (1996) - The Little Death (1996) - Hard Eight (1996) - Eye for an Eye (1996) - Kiss of Death (1995) - The Last Laugh (1994) - Cigarettes & Coffee (1993) - Live Wire (1992) - Blue Desert (1991) - An Innocent Man (1989) - Ghostbusters II (1989) - How I Got Into College (1989) - Say Anything... (1989) - Midnight Run (1988) - Three O'Clock High (1987) - Secret Honor (1984) - Dream On! (1981) - The Man with Bogart's Face (1980) - The Last Reunion (1980) - Throw Out the Anchor! (1974) - Love-In '72 (1971) - Cowards (1970) |

## Televisieseries
*Exclusief eenmalige gastrollen
- BoJack Horseman - Hank Hippopopalous (2015, twee afleveringen)
- Modern Family - Walter Kleezak (2011-2012, drie afleveringen)
- Curb Your Enthusiasm - Doctor Morrison (2004-2009, twee afleveringen)
- Worst Week - Reverend Lowell (2008, twee afleveringen)
- The Loop - Russ (2006-2007, zeventien afleveringen)
- The West Wing - Senator Matt Hunt (2004, twee afleveringen)
- Everwood - Dr. Donald Douglas (2003-2004, drie afleveringen)
- Pasadena - George Reese Greeley (2001-2002, zeven afleveringen)
- Seinfeld - Lt. Bookman (1991-1998, twee afleveringen)
- Millennium - Group Elder (1997-1998, twee afleveringen)
- The Practice - Judge Joseph Vinocour (1997, vier afleveringen)
- Falcon Crest - Ed Meyers (1989-1990, dertien afleveringen)
- Family Ties - Dr. Harrison (1988, drie afleveringen)
- Mariah - James Malone (1987, zeven afleveringen)

- Bibsys: 6097557
- Bibliothèque nationale de France: cb140377139 (data)
- Gemeinsame Normdatei: 173721419
- International Standard Name Identifier: 0000 0000 7102 0712
- Library of Congress Control Number: n85185169
- Nationale Bibliotheek van Tsjechië: xx0151092
- Nationale Bibliotheek van Israël: 987007438820105171
- Istituto Centrale per il Catalogo Unico: DDSV108066
- Système universitaire de documentation: 17410247X
- Virtual International Authority File: 268495221